# Гладин
Гладин — струмок (річка) в Україні у Тячівському районі Закарпатської області. Права притока річки Турбат (басейн Дунаю).

## Опис
Довжина струмка приблизно 5,64 км, найкоротша відстань між витоком і гирлом — 4,51  км, коефіцієнт звивистості річки — 1,25 . Формується багатьма гірськими струмками.

## Розташування
Бере початок на північних схилах гори Татарука (1717,4 м) у мішаному лісі. Тече переважно на північний захід понад перевалом Околе і на висоті 947,1 м над рівнем моря впадає у річку Турбат, ліву притоку річки Брустурянки.